# 馬票
馬票，粵語讀音「馬標」，是香港早年舉辦的一種結合賽馬與攪珠的彩票形式，於1931年首次由香港賽馬會發行。
馬票可分為大馬票與小搖彩兩種，先以攪珠方式產生入圍號碼，並將有關號碼隨機各編配一匹馬，當中只有部分馬匹會在指定的馬票賽事出賽。該賽頭馬對應的馬票即為頭獎馬票，二獎馬票和三獎馬票亦依此而定，其餘入圍號碼可得現金獎。大馬票每年開獎兩次，後增加至3至4次，包括秋季、春季及夏季大馬票。秋季大馬票以廣東讓賽作為開獎賽事，而夏季大馬票則以香港打吡大賽的結果開獎。大馬票頭獎彩金由早期的數十萬港元，至後期超過100萬港元。
小搖彩則於馬季期間每月開獎一次，彩金由早期約1萬港元，至後期約接近10萬港元。第二次世界大戰後，1947年恢復舉行馬票。至1976年7月，馬會開始舉辦六合彩，而大馬票則於1977年起取消。1999年，馬會為慶祝千禧年而重新舉辦慈善大馬票，共分20款，每張售20港元，以2000年1月1日凌晨舉行的千禧盃作為開獎賽事。2009年11月15日，為慶祝香港賽馬會成立125周年，復辦「125周年紀念馬票」，頭獎是約值1,250萬元的足金。